# Adiantum moranii
Adiantum moranii är en kantbräkenväxtart som beskrevs av Jefferson Prado. Adiantum moranii ingår i släktet Adiantum och familjen Pteridaceae. Inga underarter finns listade.